# Aphis nerii
Aphis nerii är en insektsart som beskrevs av Boyer de Fonscolombe 1841. Aphis nerii ingår i släktet Aphis och familjen långrörsbladlöss. Inga underarter finns listade i Catalogue of Life.

## Bildgalleri

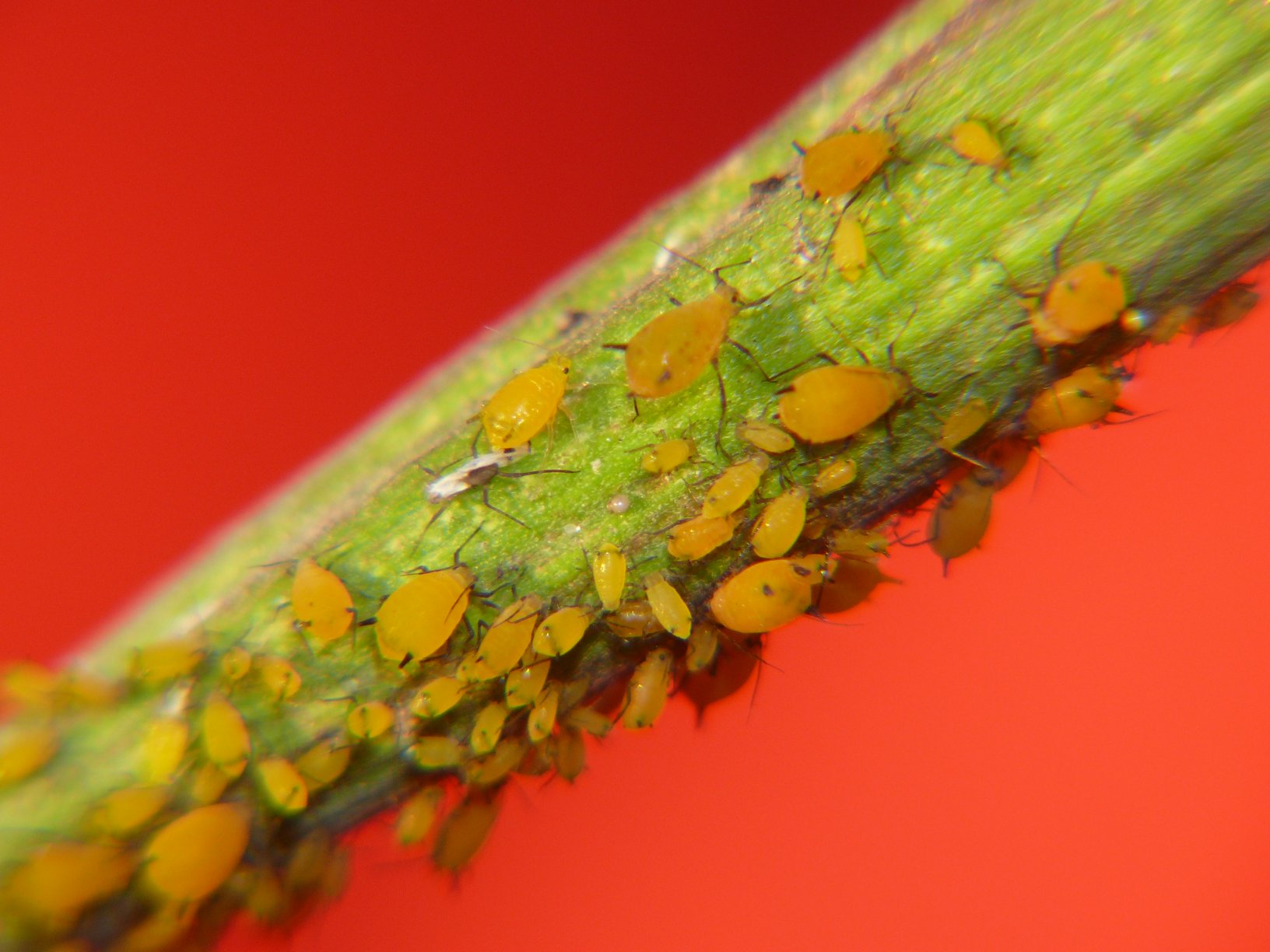
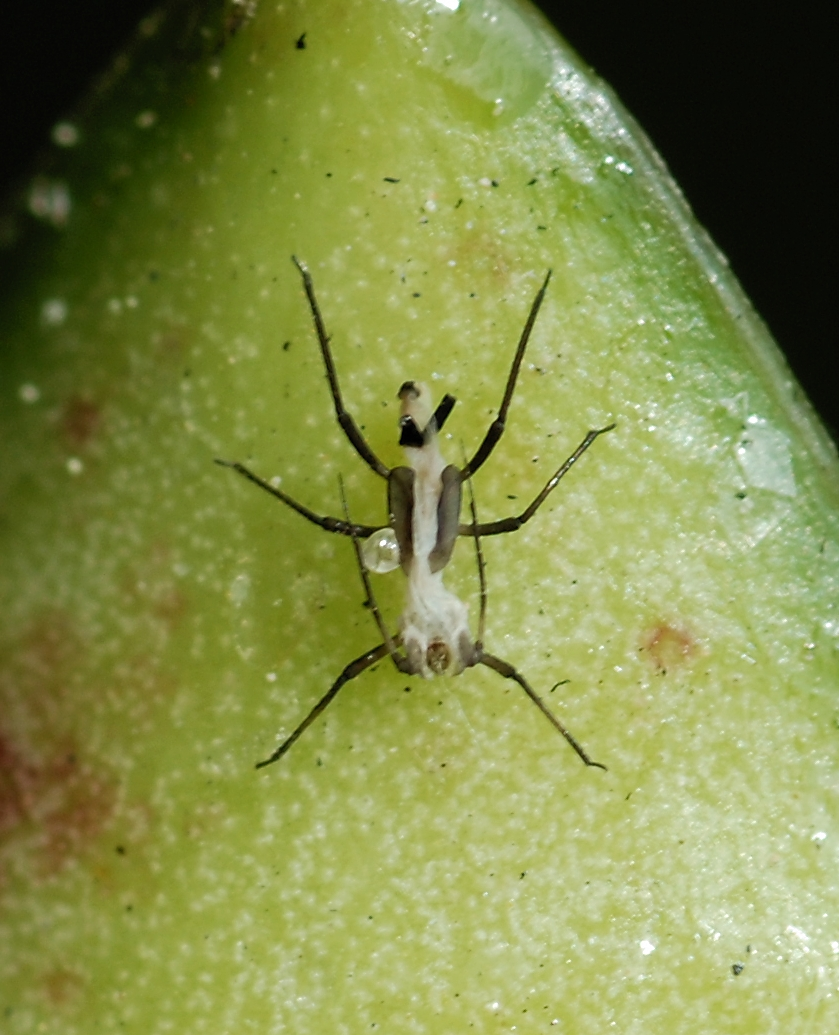
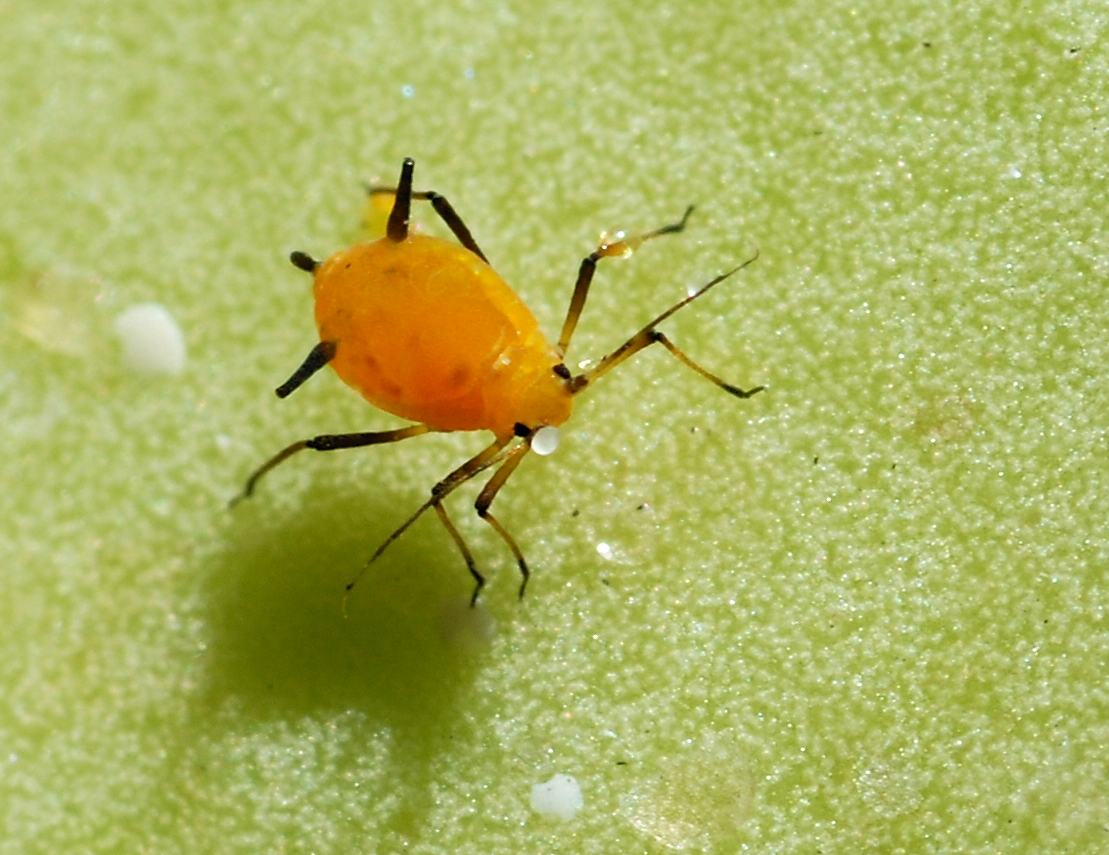
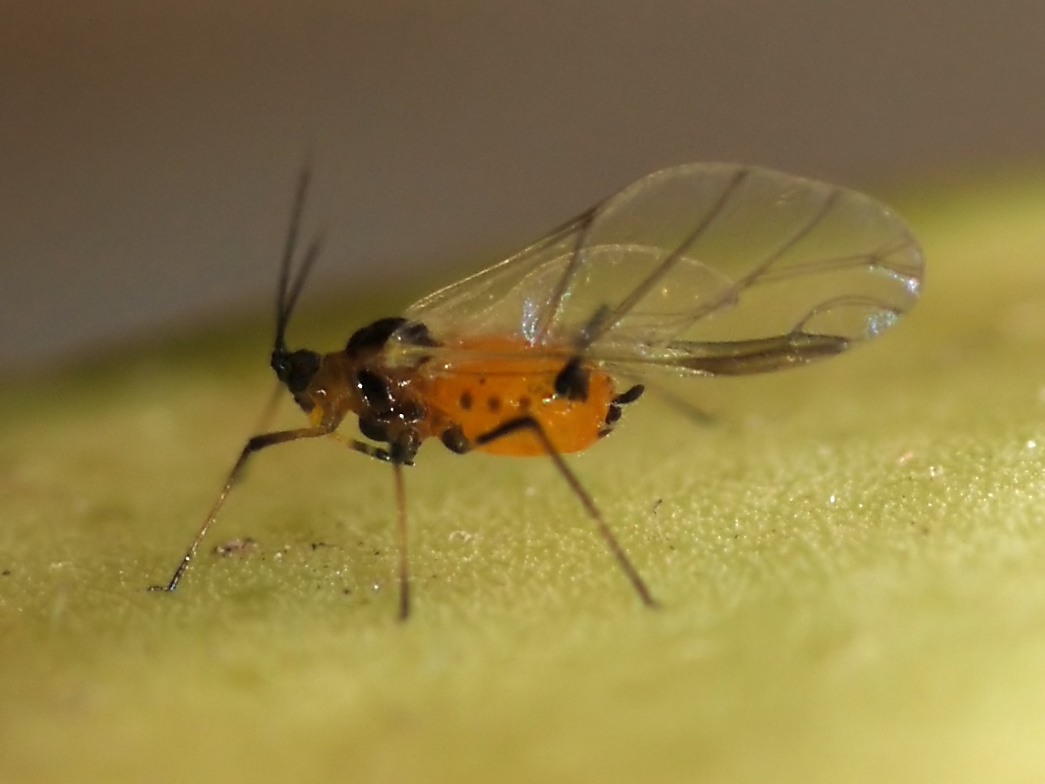
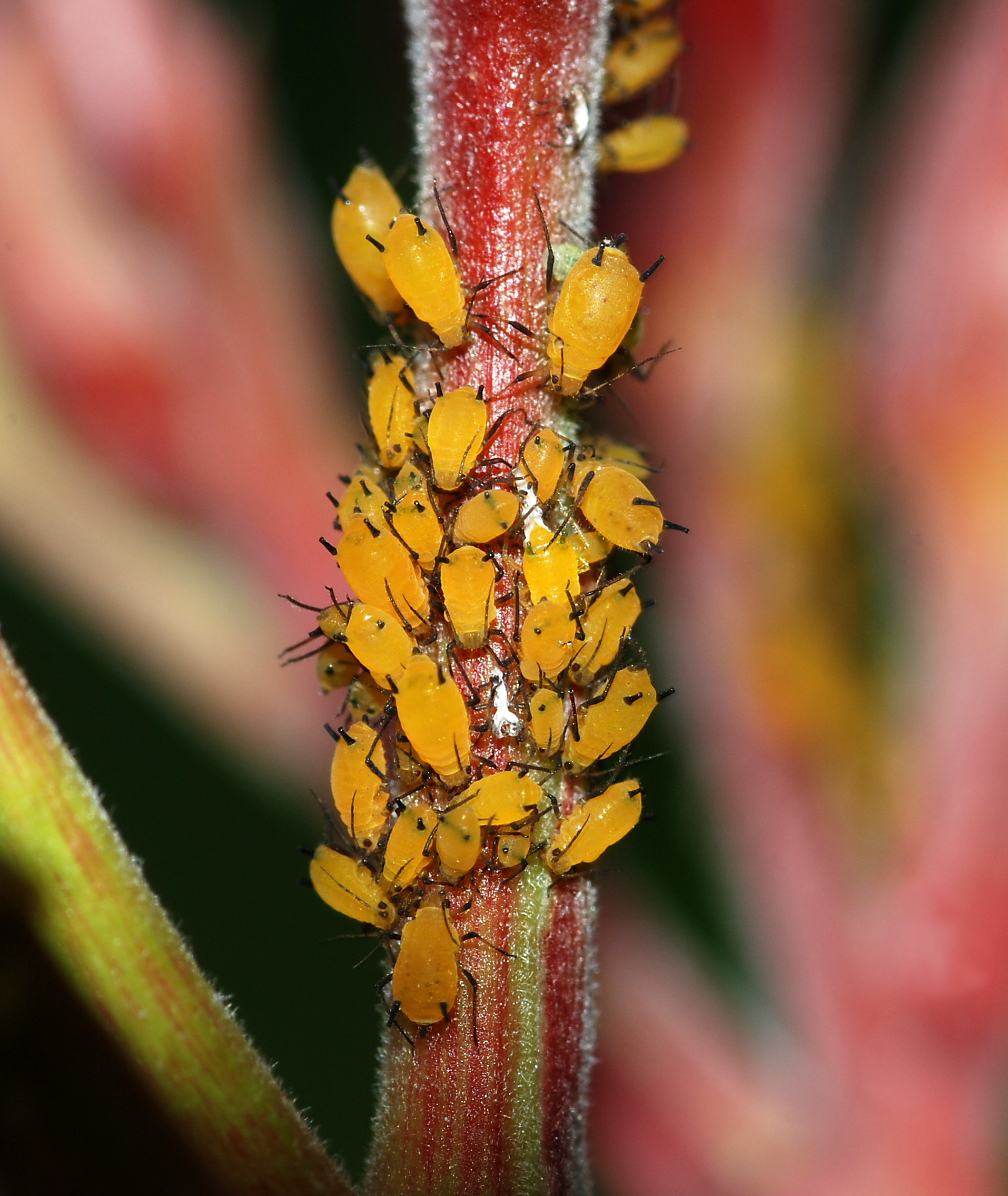
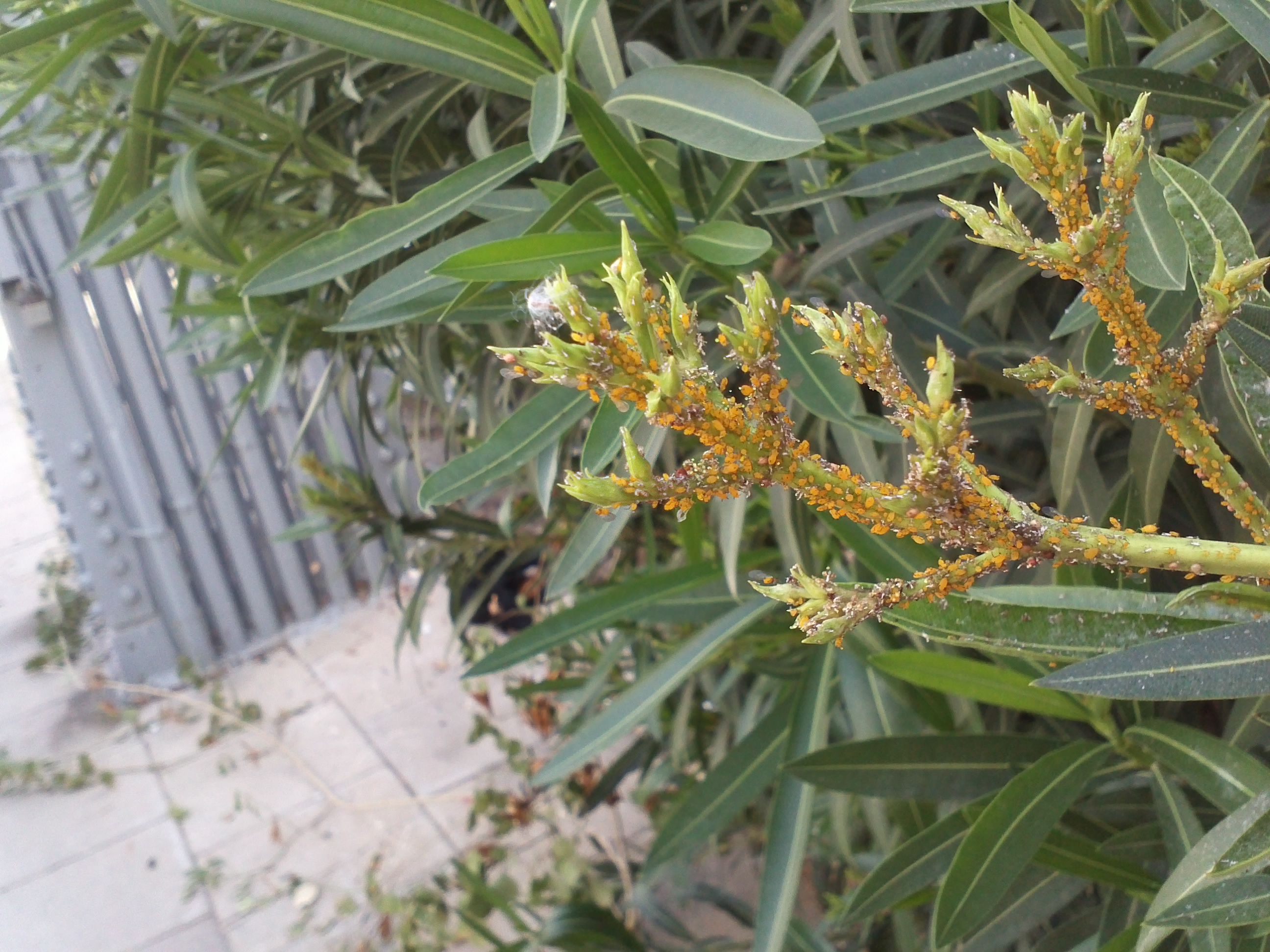